# Uhla (Ukraina)
Uhla (ukr. Угля) – wieś na Ukrainie, w obwodzie zakarpackim, w rejonie tiaczowskim, siedziba hromady. W 2001 liczyła 3117 mieszkańców, spośród których 3103 wskazało jako ojczysty język ukraiński, 12 rosyjski, a 2 białoruski.